# Blackdance
Blackdance è un album in studio del compositore tedesco Klaus Schulze, pubblicato nel 1974.
Fu il primo album del musicista ad includere un brano accompagnato da una voce, ovvero Voices of Syn, nonché il più longevo ad essere suonato, a detta del musicista, con sintetizzatori "veri". La traccia Ways of Changes è tutt'oggi una delle poche di Schulze a presentare una chitarra.
L'album venne ripubblicato nel 2007 con due tracce bonus.

## Tracce
Tutte le tracce sono state composte da Klaus Schulze.
1. Ways of Changes – 17:14
2. Some Velvet Phasing – 8:24
3. Voices of Syn – 22:40 (voce di Ernst Walter Siemon)
4. Foreplay (bonus track) – 10:33
5. Synthies Have (No) Balls? (bonus track) – 14:42